# Gymnaciura austeni
Gymnaciura austeni är en tvåvingeart som först beskrevs av Munro 1935.  Gymnaciura austeni ingår i släktet Gymnaciura och familjen borrflugor. Inga underarter finns listade i Catalogue of Life.